# José Antonio Hernández Pérez-Solorzano
José Antonio Hernández Pérez-Solorzano (Ciudad Rodrigo, 6 de enero de 1963) es un diplomático español. Es Embajador de España en la República de Rumanía (desde 2022) con concurrencia en Moldavia.

## Carrera diplomática
Nació en la localidad salmantina de Ciudad Rodrigo. Tras licenciarse en Derecho en la Universidad de Salamanca, ingresó en la Escuela Diplomática (1990).
Ha estado destinado en las Embajadas de España en: Luxemburgo (Gran Ducado), San José (Costa Rica), Quito (Ecuador), Puerto Príncipe (Haití) y El Cairo (Egipto). Y fue cónsul general en Agadir (Marruecos).
Además de trabajar en la Secretaría de Estado para la Unión Europea durante la presidencia española de la Unión Europea (enero-junio de 2002), en el Ministerio de Asuntos Exteriores, Unión Europea y Cooperación - MAEUEC (Madrid) fue subdirector general de México, Centroamérica y Caribe (2010-2015).
Desde mayo de 2022 ejerce como embajador de España en Bucarest (Rumanía), y en Chisináu (Moldavia).